# Сетьнаволок
Сетьнаволок — упразднённый в 1999 году населённый пункт в Мурманской области. Входил на момент упразднения в ЗАТО город Полярный (с 2008 года — городской округ ЗАТО Александровск).

## География
Располагался на западном берегу Кольского залива, на мысе Сеть-Наволок/Сетьнаволок, в 25 км к северу от Полярного.

## История
Снят с учёта 03 ноября 1999 года согласно Закону Мурманской области от 03 ноября 1999 года № 162-01-ЗМО «Об упразднении некоторых населенных пунктов Мурманской области».

## Инфраструктура
Находилась батарея береговой артиллерии

## Транспорт
Доступен был водным транспортом.